# Sterup
Sterup település Németországban, Schleswig-Holstein tartományban. Lakosainak száma 1407 fő (2023. december 31.). Sterup Steinbergkirche, Steinberg, Niesgrau, Esgrus, Rügge, Ahneby és Sörup községekkel határos.

## Fekvése
Söruptól keletre fekvő település.

## Népesség
A település népességének változása:
| Lakosok száma | 1422 | 1345 | 1344 | 1370 | 1390 | 1407 |
|               | 1975 | 2017 | 2019 | 2021 | 2022 | 2023 |